# Червена книга на СССР
Червената книга на СССР е анотиран списък на редки и намиращи се под заплаха от изчезване животни, растения и гъби обитаващи територията на бившия СССР. Издадена е през месец август 1978 г. Издаването и нарочно съвпада с откриването на XIV Генерална асамблея на IUCN, провеждана в СССР (Ашхабад). Второто издание на книгата вижда бял свят през 1984 година.
Червената книга на СССР е разделена на две части. Първата е посветена на животните, а втората на растенията. Сама по себе си Червената книга не е притежавала сила на юридически акт, но давала основата за създаване на законодателна защита на редките видове.